# Big Sandy, Texas
Big Sandy là một thị trấn thuộc quận Upshur, tiểu bang Texas, Hoa Kỳ. Năm 2010, dân số của thị trấn này là 1343 người.

## Dân số
- Dân số năm 2000: 1288 người.
- Dân số năm 2010: 1343 người.